# S.O.A.P.
S.O.A.P. var en dansk popduo bestående af de dansk-malaysiske søstre Saseline og Heidi Sørensen. De hittede i 1998 med sange som "Stand By You" og "This Is How We Party" fra debutalbummet Not Like Other Girls, skrevet og produceret af Remee og Holger Lagerfeldt. "This Is How We Party" var et top 10-hit i lande som Frankrig, Sverige, Norge og Australien. I Storbritannien blev den #36 på hitlisten, mens sangen i USA opnåede en placering som #51 på Billboards Hot 100. Ved den danske Grammy-uddeling i 1999 vandt de i kategorierne "Årets nye danske navn" og "Årets danske pop udgivelse", mens Remee og Lagerfeldt blev nomineret til "Årets producer".
S.O.A.P. udgav i 2000 deres andet album, Miracle, denne gang kun skrevet af Remee, hvorfra "S.O.A.P. Is in the Air" blev et hit. De blev desuden valgt af den australske duo Savage Garden til at være deres opvarmningsband på deres europæiske turné i 2000, og de har ligeledes opvarmet for Backstreet Boys på deres amerikanske stadionturné i 1998. På verdensplan har S.O.A.P. solgt tæt på 2 millioner album og singler, og været tilknyttet Mariah Careys pladeselskab, Crave, i USA.
I 2002 valgte de at gå i opløsning, og Saseline og Heidi har siden hver for sig forfulgt en solokarriere.
Pigerne fra S.O.A.P. er desuden søstre til den kendte barnestjerne Danny Kool.

## Diskografi

### Album
| År                                                                        | Album                | Højeste hitlisteplacering | Højeste hitlisteplacering | Højeste hitlisteplacering | Højeste hitlisteplacering | Certificeringer             |
| År                                                                        | Album                | DEN                       | FIN                       | NZ                        | SWE                       | Certificeringer             |
| ------------------------------------------------------------------------- | -------------------- | ------------------------- | ------------------------- | ------------------------- | ------------------------- | --------------------------- |
| 1998                                                                      | Not Like Other Girls | 3                         | 2                         | 32                        | 40                        | - DEN: Platinum - FIN: Guld |
| 2000                                                                      | Miracle              | 20                        | —                         | —                         | —                         |                             |
| "—" denotes the album did not chart or was not released in that territory |                      |                           |                           |                           |                           |                             |

### Singler
| År                                                                             | Titel                                                                    | Højeste hitlisteplacering | Højeste hitlisteplacering | Højeste hitlisteplacering | Højeste hitlisteplacering | Højeste hitlisteplacering | Højeste hitlisteplacering | Højeste hitlisteplacering | Højeste hitlisteplacering | Højeste hitlisteplacering | Højeste hitlisteplacering | Certificeringer             | Album                |
| År                                                                             | Titel                                                                    | AUS                       | FNL                       | FRA                       | NL                        | NZ                        | NOR                       | UK                        | US Hot 100                | US Top 40                 | SWE                       | Certificeringer             | Album                |
| ------------------------------------------------------------------------------ | ------------------------------------------------------------------------ | ------------------------- | ------------------------- | ------------------------- | ------------------------- | ------------------------- | ------------------------- | ------------------------- | ------------------------- | ------------------------- | ------------------------- | --------------------------- | -------------------- |
| 1998                                                                           | "This Is How We Party"                                                   | 7                         | 5                         | 4                         | 17                        | 5                         | 8                         | 36                        | 51                        | 21                        | 1                         | - AUS: Platinum - SWE: Gold | Not Like Other Girls |
| 1998                                                                           | "Ladidi Ladida"                                                          | 15                        | —                         | 28                        | —                         | 8                         | —                         | —                         | —                         | —                         | 58                        | - AUS: Gold                 | Not Like Other Girls |
| 1998                                                                           | "Stand by You"                                                           | 82                        | —                         | —                         | —                         | —                         | —                         | —                         | —                         | —                         | —                         |                             | Not Like Other Girls |
| 1999                                                                           | "Not Like Other Girls"                                                   | —                         | —                         | —                         | —                         | —                         | —                         | —                         | —                         | —                         | —                         |                             | Not Like Other Girls |
| 1999                                                                           | "Let Love Be Love" (som Juice/S.O.A.P./Christina featuring Remee)        | —                         | —                         | —                         | —                         | —                         | —                         | —                         | —                         | —                         | —                         | - IFPI: 3×Platin            | Non-album single     |
| 2000                                                                           | "S.O.A.P. Is in the Air"                                                 | —                         | —                         | —                         | —                         | —                         | —                         | —                         | —                         | —                         | 25                        |                             | Miracle              |
| 2000                                                                           | "Mr. DJ"                                                                 | —                         | —                         | —                         | —                         | —                         | —                         | —                         | —                         | —                         | —                         |                             | Miracle              |
| 2000                                                                           | "Like a Stone (In the Water)"                                            | —                         | —                         | —                         | —                         | —                         | —                         | —                         | —                         | —                         | —                         |                             | Miracle              |
| 2001                                                                           | "Holiday"                                                                | —                         | —                         | —                         | —                         | —                         | —                         | —                         | —                         | —                         | —                         |                             | Non-album single     |
| 2011                                                                           | "You Got That (Right Energy)" (som Kongsted & Emerge featuring S.O.A.P.) | —                         | —                         | —                         | —                         | —                         | —                         | —                         | —                         | —                         | —                         |                             | Non-album single     |
| "—" denotes a title that did not chart, or was not released in that territory. |                                                                          |                           |                           |                           |                           |                           |                           |                           |                           |                           |                           |                             |                      |